# Evald Uggla (1824–1892)
Evald Julius Ebbe Uggla, född den 6 december 1824 i Remmene socken, Älvsborgs län, död den 29 april 1892 i Stockholm, var en svensk friherre och ämbetsman. Han var sonson till Johan Gustaf Uggla, måg till Gregorius Aminoff och far till Evald Uggla.
Uggla blev kadett vid Krigsakademien på Karlberg 1838 och avlade avgångsexamen där 1840. Han inträdde i statens tjänst 1844. Uggla blev tullinspektor i Arvika 1849, tullförvaltare i Falun 1851, i Marstrand 1852, överinspektör vid hamnbevakningsinspektionen i Göteborg 1864, tullförvaltare i Gävle 1867 och i Helsingborg 1869. Han var överinspektör vid tullbevakningsinspektionen i Stockholm och chef för kustbevakningen i Stockholms skärgård 1880–1891. Uggla invaldes som ledamot av Lantbruksakademien 1881. Han blev riddare av Vasaorden 1862.